# Đức Giang, Vũ Quang
Đức Giang là một xã thuộc huyện Vũ Quang, tỉnh Hà Tĩnh, Việt Nam.

## Địa lý
Xã Đức Giang có vị trí địa lý:
- Phía Đông giáp Sông La
- Phía Bắc giáp xã Ân Phú
- Phía Nam giáp xã Đức Lĩnh
- Phía Tây giáp huyện Hương Sơn.

Xã Đức Giang có diện tích tự nhiên là 8 km². Dân số toàn xã là 2.681 người (tính đến hết năm 2010).

## Hành chính
Xã Đức Giang được chia thành 8 xóm: Cẩm Trang, Hợp Phát, Sông La, 1, 2, 3 Bồng Giang, 1, 2, Văn Giang.

## Kinh tế - xã hội

### Kinh tế
Dân cư chủ yếu làm nông nghiệp, một số làm nghề chài lưới trên sông La. Những năm 90 của thế kỷ trước ở đây có nghề làm gốm,  gạch rất phát triển, những lò gốm và gạch tập trung chủ yếu ở làng Hợp phát, Cẩm Trang. Gạch, gốm sản xuất ra được các lái buôn đưa lên thuyền xuôi dòng La đem xuống bán ở các vùng Đức Thọ, Nghi Xuân và ra cả đến thành phố Vinh. Tuy nhiên từ cuối những năm 90 đến nay do bị cạnh tranh nên nghề gạch ở đây không còn tồn tại, dân làm gạch trước đây nhiều nhà rời quê đi miền Nam sinh sống, một số ở lại làm nghề kinh doanh, buôn bán,...

### Xã hội

#### Giáo dục
Cũng như các vùng khác thuộc huyện Đức Thọ xưa, người dân Đức Giang có truyền thống hiếu học. Xã có các trường học:
- Trường Mầm non
- Trường TH Đức Giang
- Trường THCS Ân Giang - chung cho 2 xã Đức Giang và Ân Phú).

## Văn hóa - Du lịch
Chùa Ngọc Quy đóng trên địa bàn xóm Hợp Phát, nằm trên ngọn đồi cao, cạnh chùa có cây da cổ thụ nhiều năm tuổi.
Đền Thánh Võ tại làng Cẩm Trang là nơi tôn nghiêm tín ngưỡng lâu đời của người dân Cẩm Trang
Làng Cẩm Trang tập trung nhiều nhà thờ Họ, thờ cúng tổ tiên, lưu trữ gia phả của các dòng họ lớn trong vùng như họ Hồ Lê Trọng, Lê Doãn, Đoàn, Phạm, Phan, Trần.. và là nơi con cháu tìm về mỗi mùa giỗ Tổ, rằm tháng Giêng tháng 7 để cúng tế. Đây là một tục lệ đẹp nhằm kết nối duy trì tình đoàn kết giữa con cháu trong dòng tộc cũng như người dân địa phương.
" Cả năm được rằm tháng 7, cả thảy được rằm tháng Giêng "
Đây được xem là 2 ngày lễ lớn của địa phương, con cháu gần xa tìm về, đóng góp xây dựng và mang tới lễ vật tế Tổ, mọi thứ được chuẩn bị từ vài ngày trước đó. Các dòng họ sẽ đánh trống từ chiều 14 âm lịch.Tại đây con cháu được nghe về lịch sử gia phả để ghi nhớ và tự hào  nguồn gốc Tổ Tiên, tuyên dương những thành tích đạt được và báo cáo những điều cần khắc phục, sau đó tổ chức ăn uống (chủ yếu xôi, cháo, thịt lợn) .